# Szent Demeter-fatemplom (Marosbrettye)
A marosbrettyei Szent Demeter-fatemplom műemlékké nyilvánított épület Romániában, Hunyad megyében. A romániai műemlékek jegyzékében a  HD-II-m-A-03272 sorszámon szerepel.